# پنگروو (کالیفرنیا)
پنگروو (به انگلیسی: Penngrove) یک منطقهٔ مسکونی در ایالات متحده آمریکا است که در شهرستان سونوما، کالیفرنیا واقع شده‌است. پنگروو ۱۰٫۴۲۳ کیلومتر مربع مساحت و ۲٬۵۲۲ نفر جمعیت دارد و ۲۶ متر بالاتر از سطح دریا واقع شده‌است.